# Revol Samojlovič Bunin
Revol Samojlovič Bunin (in russo Револь Самойлович Бунин?; Mosca, 6 aprile 1924 – Mosca, 3 luglio 1976) è stato un compositore russo.

## Primi anni ed educazione
Il padre di Bunin, Samuil Markovich, era un bolscevico, un membro del partito comunista da prima della rivoluzione del 1917 e lavorò come professore di economia sociale in uno degli Istituti di Mosca. Bunin fu chiamato "Revol" dopo la rivoluzione d'ottobre.
Revol aveva 6 anni quando iniziò a scrivere musica e cominciò scrivendo partiture. Nel 1930 in Unione Sovietica la carta da musica era difficile da trovare, così il giovane Bunin disegnò le righe su carta comune per le sue composizioni. Scrisse marce, valzer, minuetti e Polkas.
La madre di Bunin era sempre stata molto ammalata e morì quando lui aveva 14 anni, lasciando la sua educazione interamente nelle mani di suo padre. Quando la madre di Bunin stava morendo, lei gli chiese di suonare il pianoforte. Suonò Bach, Beethoven, Mozart, Mussorgsky per tutta la notte. La mattina dopo Bunin ebbe il suo primo attacco di asma, una malattia che avrebbe finito con ucciderlo.

Nel 1938 Revol iniziò i suoi studi di composizione presso la Scuola di Musica del Conservatorio di Mosca sotto il Professor Ilya Litinsky. Durante il suo terzo anno di studi fu ammesso al Conservatorio e continuò i suoi studi con il professor Vissarion Shebalin, che era, all'epoca, il direttore del Conservatorio. Nel 1941 fu chiamato prima a lavorare alla fabbrica militare di Mosca e poi fu assegnato a un servizio attivo. Prendendo in considerazione il suo dono musicale, in modo che potesse continuare a frequentare le lezioni, fu messo di stanza vicino a Mosca. Fu dismesso per motivi di salute nel marzo 1943. Nel giugno 1943 Shostakovich iniziò ad insegnare al Conservatorio di Mosca e Bunin fu il primo studente che scelse per farne il suo allievo. Nel suo articolo "Con grande apprezzamento" nella rivista "La Musica sovietica" (settembre 1976), Bunin scrisse: 
Per un po' Bunin fu l'unico allievo di Shostakovich. Si diplomò al Conservatorio nel 1945 con il massimo dei voti. Shebalin non poteva perdonare la defezione di Bunin verso la classe di Shostakovich dalla propria e non permise di aggiungere il suo nome al "Golden Board" degli studenti esemplari.

## Compositore
Nel 1947 Bunin si trasferì a Leningrado, dove insegnò arrangiamento musicale al Conservatorio di Leningrado e assistette Shostakovich come co-docente di composizione. Lo stesso anno la sua 2ª Sinfonia fu eseguita in anteprima a Leningrado, sotto la direzione del direttore Evgeny Mravinsky. Nel 1948 si trasferì a Mosca e lavorò come redattore per le Pubblicazioni Musicali di Stato.
Dopo che un decreto governativo ebbe imposto severe normative sulla musica e l'arte nel'Unione Sovietica, Shostakovich fu allontanato come professore nel Conservatorio. Di conseguenza anche il suo assistente, Bunin, perse la sua posizione e divenne, per un po', una persona non gradita. Doveva guadagnarsi da vivere scrivendo le musiche per altri compositori. La sua musica vinse, in diverse occasioni, il Premio Stalin, ma il nome di Bunin non apparì né fu menzionato al comitato di selezione.

## Morte ed eredità
Revol Bunin morì il 3 luglio 1976 a Mosca. È stato rimpianto dalla moglie Larisa, dai suoi amici e dai molti studenti. Non aveva figli. Non gli sono mai stati conferiti onori di Stato, per essersi rifiutato di aderire al partito comunista, in contrasto con molti dei suoi colleghi.
Bunin ha scritto colonne sonore per 48 film, cartoni animati e documentari. Ha lasciato 45 importanti composizioni, tra cui nove sinfonie, numerose sonate, quartetti, trii, un'opera, romanze e numerosi concerti per pianoforte e violino. Il suo Concerto per viola (Op. 22) è stato composto nel 1953 e dedicato al suo caro amico il violista Rudolf Barshai, che più tardi avrebbe fondato e diretto l'orchestra da camera di Mosca.

## Lavori scelti

### Teatro
- Masquerade (Маскарад), Opera (1944); a seguito del dramma Masquerade di Mikhail Lermontov
- Narodovoltsi (Народовольцы), Opera in 3 atti, 10 scene con prologo ed epilogo; libretto di A. Medvedev a seguito del racconto del 1889 Andrei Kozhukhov (Андрей Кожухов) di Sergey Stepnyak-Kravchinsky

### Orchestra
- Sinfonia n. 1 (1943)
- Sinfonia n. 2 (1945)
- The Stone Guest (Каменный гость), Poema Sinfonico ispirato a Alexander Pushkin (1949)
- Overture-Fantasy (Увертюра-фантазия) (1953)
- Sinfonia n. 3 (1957)
- Sinfonia n. 4, Op. 30 (1959)
- Sinfonia n. 5, Op. 32 (1961)
- Concerto per orchestra da camera (1961)
- Musica per Archi (Музыка для струнных) in Re minore, Op. 36 (1965)
- Sinfonia n. 6, Op. 37 (1966)
- 1967, Poema Sinfonico, Op. 38 (1967)
- Sinfonia n. 7 (1969)
- Sinfonia n. 8 per orchestra da camera (1970)
- Sinfonia n. 9 (1975)
- Sinfonia n. 10

### Concerti
- Poema per viola e orchestra (1952)
- Concerto in Sol maggiore per viola e orchestra, Op. 22 (1953)
- Concerto in Sol minore per organo e orchestra da camera, Op. 33 (1961)
- Concerto in Sol minore per pianoforte e orchestra, Op. 34 (1963)
- Sinfonia Concertante (Концертная симфония), Concerto per violino e orchestra, Op. 43 (1972)

### Musica da camera
- Quartetto d'archi n. 1 (1943)
- Pianoforte Quintetto (1946)
- Pianoforte Trio (1946)
- Sonata per violino e Pianoforte (1955)
- Sonata in Re minore per viola e Pianoforte, Op.26 (1955)
- Suite per viola e Pianoforte (1955)
- Quartetto d'archi n. 2, Op. 27 (1956)

### Pianoforte
- Sonatina (1939)
- Partita n. 1 per piano (1947)
- Partita n. 2 per piano (1951)
- Children's Album (Детский альбом) (1961)
- Sonata per Pianoforte in Fa♯ minore, Op. 42 (1971)

### Voce
- Lead Us On (Веди нас, дорога), Oratorio per solistsi, coro e orchestra a seguito di William Shakespeare, Op. 35 (1964)
- Несжатая полоса, Ciclo di poemi per coro (1958); parole di Nikolay Nekrasov
- Canzoni su Poemi di Sergei Yesenin (Романсы на стихи Сергея Есенина) per voce intermedia e pianoforte; parole di Sergei Yesenin

### Colonne sonore
- Due Vite (Две жизни; anche intitolato "Сестры", Sorelle) (1956); diretto da Constantin Voinov
- I dieci giorni che sconvolsero il mondo (Десять дней, которые потрясли мир) (1968); a seguito de I dieci giorni che sconvolsero il mondo di John Reed

### Cartoni animati
- Two Greedy Bears (Два жадных медвежонка) (1954)
- Three Penguins (Три пингвина) (1961)
- The Flying Proletarian (Летающий пролетарий) (1962)
- Moskvichok (Москвичок) (1963)

## Registrazioni
- Concerto per viola e orchestra in sol maggiore opus 22 (1953) LP Melodija D 5956-7: Radio Orchestra, Nikolai Anosov (direttore), Rudolf Baršaj (viola)
- Sonata per viola e pianoforte opus 26 LP Melodija D 03972-3: Rudolf Baršaj (viola), Tatyana Nikolayeva (pianoforte)
- Concerto per organo e orchestra da camera in sol minore opus 33 LP Melodija D 10707-8: Moscow Chamber Orchestra, Rudolf Baršaj (direttore), S. Dizhur (organo)
- Concerto per pianoforte e orchestra in sol minore opus 34 (1963) LP Melodija CM 02393-4: Moscow Chamber Orchestra, R. Barshai (direttore), V. Devetzi (pianoforte)
- "Lead Us On", oratorio a seguito di W. Shakespeare opus 35 (1964) LP Melodija CM 04277-8: Moscow Chamber Orchestra, Moscow Boys' Chorus, R. Barshai (direttore d'orchestra), V. Turchanovich (soprano), S. Yakovenko (basso)
- Sinfonia n. 5 opus 45 (1961) LP Melodija D 027253-4: Moscow PO, R. Barshai (direttore) anche su CD: Brilliant Classics Cat No. 9010 "Historical Russian Archives"
- Sinfonia n. 6 (1966) CD Revelation RV 10105: Ministry of Culture Symphony Orchestra, Gennady Rozhdestvensky (direttore d'orchestra)
- Sinfonia n. 8 (1970) LP Melodija C10 12859: USSR Cinematographic Orchestra, A. Lazarev (direttore d'orchestra)
- Concerto per violino e orchestra "Concertante Symphony" opus 43 (1972) LP Melodija C10 10311: USSR State SO, Alexander Lazarev (direttore), Leonid Kogan (violino) anche su CD: Revelation
- Musica per archi in Re minore LP Melodija CM 02393-4: Moscow Chamber Orchestra, R. Barshai (direttore d'orchestra)
- Music per il Film "I dieci giorni che sconvolsero il mondo" LP Melodija C10 12859: USSR Cinematographic Orchestra, E. Khachaturian (direttore d'orchestra)